# Ngandajika
Ngandajika (parfois Gandajika) est une localité, chef-lieu du territoire éponyme de la province de Lomami en république démocratique du Congo.

## Géographie
La localité est située sur la route RS 815 à 132 km au sud-ouest du chef-lieu provincial Kabinda.

## Environnement
À Ngandajika, la saison pluvieuse est chaud, oppressant et couvert et la saison sèche est très chaud et partiellement nuageux. Au cours de l'année, la température varie généralement de 16 °C à 33 °C et est rarement inférieure à 13 °C ou supérieure à 36 °C .

## Administration
Chef-lieu territorial de 52 858 électeurs recensés en 2018, la localité a le statut de commune rurale de moins de 80 000 électeurs, elle compte 7 conseillers municipaux en 2019.

## Population
Le recensement date de 1984, l'accroissement annuel de la population est estimé à 2,48,.
| 1984   | 2004    | 2012    |
| ------ | ------- | ------- |
| 64 878 | 120 170 | 146 217 |